# Alessandro Plizzari
Alessandro Plizzari (* 12. März 2000 in Crema) ist ein italienischer Fußballtorwart, der aktuell beim FC Venedig unter Vertrag steht.

## Karriere

### Verein

#### AC Mailand
Plizzari durchlief bis 2016 die verschiedenen Jugendabteilungen der AC Mailand. Zur Spielzeit 2016/17 wechselte er in die 1. Mannschaft der Mailänder, wobei er im Laufe der Saison zu keinem Pflichtspieleinsatz kam. Mit der AC Mailand gewann er im Dezember 2016 den italienischen Superpokal.
Leihe zu Ternana Calcio
Im Sommer 2017 wechselte Plizzari für ein Jahr per Leihe in die Serie B zu Ternana Calcio. In der zweiten Liga war Plizzari bis zu einem Trainerwechsel im Februar 2018 ein wichtiger Stammspieler in der 1. Mannschaft, danach saß er die meisten Spiele nur noch auf der Ersatzbank. Ternana Calcio beendete die Spielzeit auf dem 22. Tabellenplatz und stieg in die Serie C ab.
Nach der Leihe kehrte Plizzari zurück zur AC Mailand. Neben Plizzari standen noch die Brüdern Antonio und Gianluigi Donnarumma sowie der Neuzugang Pepe Reina als Torhüter im Kader der Mailänder. Plizzari stand zwar mehrmals im Spieltagskader der Rossoneri, kam aber lediglich in der U19-Jugendmannschaft der Mailänder zum Einsatz.
Leihe zur AS Livorno
Zur Spielzeit 2019/20 wechselte Plizzari per Leihe in die Serie B zum AS Livorno. Bei seiner neuen Mannschaft stand der junge Torhüter regelmäßig in der Startelf und kam im Laufe der Saison auf 21 Einsätze. Wie in seiner ersten Leihe endete die Saison allerdings auf einem Abstiegsplatz und die AS Livorno stieg in die Serie C ab.
Leihe zu Reggina 1914
Im September 2020 folgte die nächste Leihe in die Serie B, dieses Mal zu Reggina 1914. In der ersten Hälfte der Saison stand Plizzari, wenn er fit war, immer in der Startelf von Reggina. Im Dezember 2020 kam es allerdings zu einem Trainerwechsel und Plizzari verlor unter dem neuen Trainer Marco Baroni diesen Stammplatz.
Zur Spielzeit 2020/21 kehrte Plizzari nach Mailand zurück und war dort neben Stammtorhüter Mike Maignan und Ersatzmann Ciprian Tătărușanu der dritte Torhüter im Kader. Auf Grund einer Verletzung am Knie stand Plizzari in der Hinrunde nur zweimal im Spieltagskader von Milan.
Leihe zur US Lecce
Im Januar 2022 wechselte Plizzari für den Rest der Saison per Leihe in die Serie B zur US Lecce. Nach einer Verletzung des eigentlichen Stammtorhüters Gabriel stand Plizzari im März bei drei Ligaspielen in der Startelf von Lecce, sein Debüt absolvierte er dabei beim 1:1-Heimspiel gegen Brescia Calcio. Plizzari und die Giallorossi beendeten die Spielzeit auf dem 1. Tabellenplatz und stiegen als Zweitligameister in die Serie A auf.

#### Delfino Pescara und FC Venedig
Nach vier Leihen wechselte Plizzari im Juli 2022 ohne ein Pflichtspiel für Milan bestritten zu haben in die Serie C zu Delfino Pescara. Sein Debüt für seinen neuen Verein absolvierte er direkt am ersten Spieltag der Saison 2022/23 beim 1:0-Sieg gegen die US Avellino. Bei Delfino Pescara wurde Plizzari auf Anhieb zum Stammtorhüter und war damit auch in der Startelf gesetzt. Die erste Saison beendeten Plizzari und Delfino Pescara auf dem 3. Tabellenplatz und erreichten außerdem das Halbfinale der Play-offs in die Serie B, dort verlor man allerdings im Elfmeterschießen gegen Foggia Calcio. In der folgenden Saison 2023/24 scheitere man bereits in der 2. Runde der Play-offs an der 2. Mannschaft von Juventus Turin.
Ende August 2024 wurde Plizzari vom Serie-A-Aufsteiger FC Venedig verpflichtet, verblieb jedoch für die Spielzeit 2024/25 per Leihe weiterhin bei Delfino Pescara. In seinem dritten Jahr in Pescara gelang ihm mit dem Verein über die Play-offs der Aufstieg in die Serie B. Die Entscheidung fiel im Finale gegen Ternana Calcio im Elfmeterschießen, in dem Plizzari drei Elfmeter parieren konnte.

### Nationalmannschaft
Von 2015 bis 2022 durchlief Plizzari die verschiedenen Junioren-Nationalmannschaften Italiens. Im Jahr 2018 erreichte Plizzari als Stammtorhüter mit Italien das Finale der U19-Europameisterschaft, dort verlor man allerdings gegen Portugal (3:4 n. V.). In den folgenden Jahren nahm Plizzari auch an der U20-Weltmeisterschaft 2017 und 2019 teil, in beiden Turnieren schied Italien im Halbfinale aus. Im Jahr 2021 stand Plizzari im Kader der U21-Europameisterschaft, kam dabei aber zu keinem Einsatz im Turnier und Italien schied im Viertelfinale gegen den späteren Finalisten Portugal aus.

## Erfolge
- Italienischer Superpokalsieger: 2016 (AC Mailand)

- Italienischer Zweitligameister und Aufstieg in die Serie A: 2021/22 (US Lecce)
- Aufstieg in die Serie B: 2024/25 (Delfino Pescara)